# Pico El Púlpito
Pico El Púlpito es el nombre que recibe una montaña en el estado Táchira, al occidente de Venezuela. Constituye el punto más alto de esa entidad federal venezolana con sus 3942 metros sobre el nivel del mar, ubicado en el 
Páramo del Batallón, en el límite entre los municipios Uribante y Jáuregui. En sus alrededores hay numerosas lagunas de origen periglaciar, entre ellas Laguna Grande. Hay vestigios de la época precolombina, como petroglifos en cuevas cercanas a Las Lagunas Verdes, por lo que posiblemente haya sido ascendido desde entonces. Es una montaña de difícil ascenso, no porque requiera de algún equipo técnico de escalada, sino por lo poco accesible e intrincado del lugar, con muy fuertes pendientes y desfiladeros, sumando a esto las condiciones climáticas del páramo, que por lo general se mantiene cubierto de una densa niebla. Sin embargo, la virginidad natural del lugar le confiere gran belleza y misticismo. Su superficie hace parte del Parque Nacional General Juan Pablo Peñaloza.